# Đại học Apollos
Viện Đại học Apollos (tiếng anh: Apollos University), còn gọi là Đại học Apollos là một trường đại học tư thục theo hình thức đào tạo từ xa được công nhận tại Hoa Kỳ. Có trụ sở chính tại tiểu bang Montana, trường cung cấp các chương trình Tiến sĩ, Thạc sĩ, Cử nhân và Cao đẳng về các chuyên ngành Quản trị Kinh doanh, Quản lý Doanh nghiệp và Công nghệ Thông tin. Đại học Apollos là một tổ chức giáo dục đại học và được công nhận bởi Ủy ban Kiểm định Giáo dục Từ xa (DEAC) thuộc thẩm quyền của Bộ Giáo dục Hoa Kỳ. Đại học Apollos cũng là thành viên của SARA (Thỏa thuận giữa các tiểu bang về Ủy quyền và Hỗ trương trong Giáo dục Đại học), cho phép trường được giảng dạy cho sinh viên ở tất cả 50 bang của Hoa Kỳ và thủ đô Washington, DC.
Các chương trình của Đại học Apollos được cung cấp trên toàn thế giới thông qua phương thức học trực tuyến và từ xa. Trường có sinh viên ở khắp Hoa Kỳ và Canada, cũng như ở Châu Phi, Châu Á, Châu Âu và Trung Đông. Các chương trình của Đại học Apollos được xây dựng trên nền tảng chuyển giao kiến thức, ứng dụng kiến thức, tư duy phản biện và kỹ năng nghiên cứu.
Tháng 12 năm 2024, đại học này đóng cửa.